# Šinjanga (regija)
Šinjanga je jedna od 30 regija u Tanzaniji. Središte regije je u gradu Shinyangi.

## Zemljopis
Regija Šinjanga nalazi se na sjeverozapadu Tanzanije, prostire se na 50.781 km². Susjedne tanzanijske regije su Kagera, Mara i Mwanza na sjeveru, Kigoma na zapadu,  Aruša i Manyara na istoku te Tabora i Singida na jugu.

## Stanovništvo
Prema podacima iz 2002. godine u regiji živi 2.805.580 stanovnika dok je prosječna gustoća naseljenosti 55 stanovnika na km².

## Podjela
Regija je podjeljena na osam distrikta:  Bariadi, Bukombe, Kahama, Kishapu, Maswa, Meatu, Šinjanga Rural i Shinyanga Urban.